# Іґлиці
Іґлиці (пол. Iglice, нім. Geiglitz) — село в Польщі, у гміні Ресько Лобезького повіту Західнопоморського воєводства.
Населення — 222 особи (2011).
У 1975-1998 роках село належало до Щецинського воєводства.

## Демографія
Демографічна структура станом на 31 березня 2011 року:
|          | Загалом | Допрацездатний вік | Працездатний вік | Постпрацездатний вік |
| -------- | ------- | ------------------ | ---------------- | -------------------- |
| Чоловіки | 114     | 30                 | 77               | 7                    |
| Жінки    | 108     | 31                 | 56               | 21                   |
| Разом    | 222     | 61                 | 133              | 28                   |